# Dionisio Guillermo García Ibáñez
Dionisio Guillermo García Ibáñez (Guantánamo, 31 gennaio 1945) è un arcivescovo cattolico cubano, dal 10 febbraio 2007 arcivescovo metropolita di Santiago di Cuba e primate di Cuba.

## Biografia
Monsignor Dionisio Guillermo García Ibáñez è nato a Guantánamo il 31 gennaio 1945.

### Formazione e ministero sacerdotale
Dopo gli studi liceali, si è iscritto all'Università dell'Avana e nel 1972 si è laureato in ingegneria con specializzazione in telecomunicazioni. Ha quindi lavorato nella compagnia telefonica statale nella provincia di Santiago di Cuba. In questo periodo ha avuto una vita attiva come laico: apparteneva al consiglio pastorale della sua parrocchia, Santa Caterina de Ricci, oggi cattedrale della diocesi di Guantánamo-Baracoa, e per diversi anni anche al consiglio diocesano dei laici.
Nel 1980 è entrato nel seminario "San Basilio" di Santiago di Cuba. Ha continuato la formazione per il sacerdozio presso il seminario nazionale "Santi Carlo e Ambrogio" di L'Avana.
Il 15 luglio 1984 è stato ordinato diacono nella chiesa di Santa Caterina de Ricci a Guantánamo da monsignor Pedro Claro Meurice Estiu. L'8 luglio dell'anno successivo è stato ordinato presbitero per l'arcidiocesi di Santiago di Cuba nella cattedrale di Nostra Signora dell'Assunzione di Santiago di Cuba da monsignor Pedro Claro Meurice Estiu. In seguito è stato coadiutore nella parrocchia di Sant'Antonio Maria Claret a Santiago di Cuba per sei mesi e quindi parroco di Niquero e Campechuela. Nel 1991 è stato trasferito alla parrocchia dell'Immacolata Concezione a Manzanillo. È stato anche responsabile della pastorale giovanile dell'arcidiocesi. Nel 1992 ha partecipato come consultore della Conferenza episcopale cubana alla IV Conferenza dell'episcopato latino americano a Santo Domingo.

### Ministero episcopale
Il 9 dicembre 1995 papa Giovanni Paolo II lo ha nominato primo vescovo della nuova diocesi di Santísimo Salvador de Bayamo-Manzanillo. Ha ricevuto l'ordinazione episcopale il 27 gennaio successivo dall'arcivescovo metropolita di Santiago di Cuba Pedro Claro Meurice Estiu, co-consacranti il vescovo ausiliare di San Cristóbal de la Habana Carlos Jesús Patricio Baladrón Valdés e il vescovo di Pinar del Rio José Siro González Bacallao.
Il 10 febbraio 2007 papa Benedetto XVI lo ha nominato arcivescovo metropolita di Santiago di Cuba e primate di Cuba. Ha preso possesso dell'arcidiocesi il 24 febbraio successivo. Il 29 giugno il papa gli ha imposto il pallio, simbolo degli arcivescovi metropoliti, durante una celebrazione svoltasi nella basilica di San Pietro in Vaticano.
Nel maggio del 2008 e nel maggio del 2017 ha compiuto la visita ad limina.
È stato vicepresidente della Conferenza dei vescovi cattolici di Cuba e presidente della stessa dal 29 marzo 2009 al 10 novembre 2017.

## Genealogia episcopale e successione apostolica
La genealogia episcopale è:
- Cardinale Scipione Rebiba
- Cardinale Giulio Antonio Santori
- Cardinale Girolamo Bernerio, O.P.
- Arcivescovo Galeazzo Sanvitale
- Cardinale Ludovico Ludovisi
- Cardinale Luigi Caetani
- Cardinale Ulderico Carpegna
- Cardinale Paluzzo Paluzzi Altieri degli Albertoni
- Papa Benedetto XIII
- Papa Benedetto XIV
- Papa Clemente XIII
- Cardinale Bernardino Giraud
- Cardinale Alessandro Mattei
- Cardinale Pietro Francesco Galleffi
- Cardinale Giacomo Filippo Fransoni
- Cardinale Carlo Sacconi
- Cardinale Edward Henry Howard
- Cardinale Mariano Rampolla del Tindaro
- Cardinale Rafael Merry del Val
- Arcivescovo Adolfo Alejandro Nouel y Bobadilla
- Vescovo Valentín de la Asunción Zubizarreta y Unamunsaga, O.C.D.
- Arcivescovo Enrique Pérez Serantes
- Arcivescovo Pedro Claro Meurice Estiu
- Arcivescovo Dionisio Guillermo García Ibáñez

La successione apostolica è:
- Vescovo Álvaro Julio Beyra Luarca (2007)